# Istituto Nazionale di Studi sul Rinascimento
Das Istituto Nazionale di Studi sul Rinascimento ist ein italienisches außeruniversitäres Forschungsinstitut für die Erforschung der Renaissance mit Sitz in Florenz.
Das Institut wurde unter dem Namen "Centro Nazionale di Studi sul Rinascimento" im Jahre 1937 gegründet, seit dem Jahr 1942 trägt es seinen aktuellen Namen "Istituto Nazionale di Studi sul Rinascimento". Von Anbeginn ist das Institut im zweiten Geschoss des Palazzo Strozzi im historischen Zentrum von Florenz untergebracht. Das Institut verfügt über eine spezialisierte Forschungsbibliothek und publiziert mehrere Schriftenreihen.